# 고토 라라
고토 라라(後藤 楽々,ごとう らら, 2000년 7월 23일 - )는 일본 여성 아이돌 그룹, 전 SKE48 팀E와 전 러브 크레센도와 전 무시카고의 멤버이다.

## 개요
- 전 SKE48 팀E 멤버.